# زبابيات إفريقية
تحتوي رتبة Afrosoricida (كلمة لاتينية يونانية تعني "تشبه الزبابة الإفريقية") على الخلد الذهبي الذي يعيش في جنوب أفريقيا وتنريك الذي يعيش في مدغشقر وإفريقيا، وهما فصيلتان من الثدييات الصغيرة التي جرت العادة على اعتبارها جزءًا من رتبة آكلات الحشرات.
ويقوم بعض علماء الأحياء باستخدام اسم Tenrecomorpha كاسم للفرع الحيوي لخلد التنريك الذهبي، ولكن تشير الأدلة السائدة إلى أن Afrosoricida هي رتبة أكثر ملاءمةً ويتم استخدام Tenrecomorpha في هذه الحالة كاسم للرتبة العليا للتنريك.
تقليديًا، كان يتم جمع هاتين الفصيلتين مع القنفذ والزباب والخلد في رتبة Lipotyphla (آكلات الحشرات). ومع ذلك، كان هناك دائمًا آراء قليلة تشير إلى أن Tenrecomorpha، أو على الأقل الخلد الذهبي، ليسوا حقًا من آكلي الحشرات (lipotyphlans). وتُدعم هذه الآراء في الوقت الراهن بالعديد من الدراسات الجينية التي تشير إلى وجود رابطة بين Tenrecomorpha والعديد من الثدييات الإفريقية في رتبة فوقية مقترحة تُعرف باسم الأفريقيات (Afrotheria)؛ ومع ذلك لا يوجد دليل مورفولوجي للربط بين Afrosoricida والحيوانات المنتمية إلى الأفريقيات (Afrotherians). وأحيانًا ما يتم اعتبار Afrosoricida كجزء من حاشرات إفريقية، وهي فرع حيوي بداخل الأفريقيات (Afrotheria).
- صنيف فرعي الثدييات الحقيقية: الثدييات المشيمة
  - الرتبة الفوقية أفريقيات
    - الفرع الحيوي حاشرات إفريقية
      - الرتبة Afrosoricida
        - الرتبة الفوقية أشباه المداليات
          - الفصيلة مدال: التنريك والزباب قضاع؛ 30 نوعًا في 10 أجناس

        - الرتبة الفوقية عسربيات
          - الفصيلة عسربيات: الخلد الذهبي؛ حوالي 21 نوعًا في 9 أجناس

      - الرتبة زبابيات الفيل: زباب الفيل
      - الرتبة أنبوبيات الأسنان: خنزير الأرض

    - الفرع الحيوي Paenungulata
      - الرتبة حيتانيات: أرنب الصخور
      - الرتبة خرطوميات: الفيلة
      - الرتبة خيلانيات: خراف البحر وأبقار البحر

  - (الرتيبات الفوقية الأخرى، غير مذكورة هنا)